# Mehdi Amirabadi
Mehdi Amirabadi (en persa: مهدی امیرآبادی‎, Teherán, Irán; 22 de febrero de 1979) es un exfutbolista iraní que jugaba en la posición de defensa.

## Carrera

### Club
| Periodo   | Club         |
| --------- | ------------ |
| 1998–2004 | Saipa FC     |
| 2004–2012 | Esteghlal FC |
| 2012–2013 | Foolad FC    |
| 2013–2014 | Paykan FC    |

### Selección nacional
Jugó para Irán en 22 ocasiones de 2002 a 2004, participó en la Copa Asiática 2004 y ganó la medalla de oro en los Juegos Asiáticos de 2002.

## Logros

### Club
- Iran Pro League (2): 2005-06, 2008-09
- Copa Hazfi (2): 2007-08, 2011-12

### Selección nacional
- Juegos Asiáticos (1): 2002